# The Fame Ball Tour
The Fame Ball Tour és el concert de debut de Lady Gaga. Va ser el seu primer tour mundial per a la promoció del seu primer estudi d'àlbum The Fame. Va iniciar l'espectacle als Estats Units al març del 2009 i va seguir per Oceania, Europa i Àsia.

## Actes d'obertura
- The White Tie Affair[1] (Amèrica del Nord)
- Chester French[1] (Amèrica del Nord)
- Cinema Bizarre[2] (Amèrica del Nord)
- Gary Go[1] (Gran Bretanya)

## Llista de cançons
| Amèrica del Nord |
| --- |
| 1. The Heart (Video Introduction – conté mostres de "LoveGame" i "Paper Gangsta") 2. "Paparazzi" 3. "LoveGame" (conté la primera línia de "Starstruck") 4. "Beautiful, Dirty, Rich" 5. The Brain (Video Interlude – conté mostres de "The Fame") 6. "Money Honey" 7. "Eh, Eh (Nothing Else I Can Say)" 8. "The Fame" 9. Space Cowboy (Interludi) 10. "Poker Face"(Piano Version) 11. "Future Love" "(unreleased song) 12. The Face "(Video Interlude – conté mostres de "Just Dance") 13. "Just Dance" 14. "Boys Boys Boys" 15. "Poker Face" |

| Europa,Asia i Australia |
| --- |
| 1. The Heart (Video Introduction – conté mostres de "LoveGame" i "Paper Gangsta") 2. "Paparazzi" 3. "LoveGame" (conté la primera línia de "Starstruck") 4. "Beautiful, Dirty, Rich" 5. The Brain (Video Interlude – conté mostres de "The Fame" and "LoveGame") 6. "The Fame" 7. "Money Honey" 8. "Boys Boys Boys" 9. The Face (Video Interlude – conté mostres de "Just Dance") 10. "Just Dance" 11. "Eh, Eh (Nothing Else I Can Say)" (conté mostres de "Starstruck") 12. Band Introduction (Instrumental Interlude) 13. "Brown Eyes" 14. "Poker Face" (Piano version) 15. "Poker Face" |

## Programa de la gira
| Amèrica del Nord                  |                           |               |                                        |
| 12 març                           | San Diego                 | Estats Units  | House of Blues                         |
| 13 març                           | Los Angeles               | Estats Units  | Wiltern Theatre                        |
| 14 març                           | San Francisco             | Estats Units  | Mezzanine                              |
| 16 març                           | Seattle                   | Estats Units  | Showbox at the Winnet                  |
| 17 març                           | Portland                  | Estats Units  | Wonder Ballroom                        |
| 18 març                           | Vancouver                 | Canadà        | Commodore Ballroom                     |
| 21 març                           | Denver                    | Estats Units  | Gothic Theater                         |
| 23 març                           | Minneapolis               | Estats Units  | Fine Line Music Cafe                   |
| 24 març                           | Chicago                   | Estats Units  | House of Blues                         |
| 25 març                           | Royal Oak (Michigan)      | Estats Units  | Royal Oak Music Theatre                |
| 26 març                           | Kitchener (Ontario)       | Canadà        | Elements Nightclub                     |
| 27 març                           | Ottawa                    | Canadà        | Bronson Centre                         |
| 28 març                           | Mont-real                 | Canadà        | Metropolis                             |
| 30 març                           | Boston                    | Estats Units  | House of Blues                         |
| 6 abril                           | Orlando                   | Estats Units  | House of Blues                         |
| 7 abril                           | Tampa                     | Estats Units  | The Ritz Ybor                          |
| 8 abril                           | Fort Lauderdale           | Estats Units  | Revolution                             |
| 9 abril                           | Atlanta                   | Estats Units  | Center Stage                           |
| 11 abril                          | Palm Springs (Califòrnia) | Estats Units  | Palm Springs Convention Center[A]      |
| Europa                            |                           |               |                                        |
| 25 abril                          | Moscou                    | Rússia        | Famous Club                            |
| Amèrica del Nord                  |                           |               |                                        |
| 1 maig                            | Filadèlfia                | Estats Units  | Electric Factory                       |
| 2 maig                            | Nova York                 | Estats Units  | Terminal 5                             |
| 3 maig                            | Springfield               | Estats Units  | Six Flags New England[B]               |
| 4 maig                            | Boston                    | Estats Units  | House of Blues                         |
| Oceania (with The Pussycat Dolls) |                           |               |                                        |
| 16 maig                           | Auckland                  | Nova Zelanda  | Vector Arena                           |
| 19 maig                           | Brisbane                  | Austràlia     | Entertainment Centre                   |
| 21 de maig                        | Newcastle                 | Austràlia     | Entertainment Centre                   |
| 22 maig                           | Sydney                    | Austràlia     | Acer Arena                             |
| 23 maig                           | Sydney                    | Austràlia     | Acer Arena                             |
| 26 maig                           | Melbourne                 | Austràlia     | Rod Laver Arena                        |
| 27 maig                           | Melbourne                 | Austràlia     | Rod Laver Arena                        |
| 28 maig                           | Adelaida                  | Austràlia     | Entertainment Centre                   |
| 30 maig                           | Perth                     | Austràlia     | Burswood Dome                          |
| Asia                              |                           |               |                                        |
| 14 juny                           | Clarke Quay               | Singapur      | The Dome                               |
| Amèrica del Nord                  |                           |               |                                        |
| 19 juny                           | Toronto                   | Canadà        | Kool Haus                              |
| Europa                            |                           |               |                                        |
| 26 juny                           | Pilton                    | Regne Unit    | Festival de Glastonbury                |
| 29 juny                           | Manchester                | Regne Unit    | Manchester Academy                     |
| 1 juliol                          | Cork                      | Irlanda       | The Marquee                            |
| 2 juliol                          | Werchter                  | Bèlgica       | Rock Werchter Festival                 |
| 4 juliol                          | Londres                   | Regne Unit    | Wembley Stadium (supporting Take That) |
| 5 juliol                          | Londres                   | Regne Unit    | Wembley Stadium (supporting Take That) |
| 8 juliol                          | Valletta                  | Malta         | Fosos Square                           |
| 9 juliol                          | París                     | França        | L'Olympia                              |
| 11 juliol                         | Kinross                   | Regne Unit    | T in the Park Festival                 |
| 12 juliol                         | Naas                      | Irlanda       | Oxegen Festival                        |
| 13 juliol                         | Manchester                | Regne Unit    | Manchester Apollo                      |
| 14 juliol                         | Londres                   | Regne Unit    | O₂ Academy Brixton                     |
| 16 juliol                         | Múnic                     | Alemanya      | Zenith                                 |
| 17 juliol                         | Colònia                   | Alemanya      | Palladium                              |
| 18 juliol                         | Berlín                    | Alemanya      | Columbiahalle                          |
| 20 juliol                         | Amsterdam                 | Països Baixos | Melkweg                                |
| 21 juliol                         | Zúric                     | Suïssa        | Maag Event Hall                        |
| 22 juliol                         | Viena                     | Àustria       | Gasometer                              |
| 24 juliol                         | Eivissa                   | Espanya       | Wonderland Eden                        |
| 25 juliol                         | Amsterdam                 | Països Baixos | Paradiso                               |
| 26 juliol                         | Hamburg                   | Alemanya      | Stadtpark Freilichtbühne               |
| 28 juliol                         | Hèlsinki                  | Finlàndia     | Kulttuuritalo                          |
| 30 juliol                         | Oslo                      | Noruega       | Sentrum Scene                          |
| 31 juliol                         | Copenhaguen               | Dinamarca     | K.B. Hallen                            |
| 1 agost                           | Östersund                 | Suècia        | Storsjöyran                            |
| 2 agost                           | Estocolm                  | Suècia        | Gröna Lund                             |
| Àsia                              |                           |               |                                        |
| 7 agost                           | Osaka                     | Japó          | Summer Sonic Festival                  |
| 8 agost                           | ciutat de Chiba           | Japó          | Summer Sonic Festival                  |
| 9 agost                           | Seül                      | Corea del Sud | Olympic Gymnastics Arena               |
| 11 agost                          | Quezon City               | Filipines     | Araneta Coliseum                       |
| 12 agost                          | Kallang                   | Singapur      | Fort Canning Park                      |
| 15 agost                          | Macau                     | Xina          | Venetian Macao – Cotai Arena           |
| 19 agost                          | Tel-Aviv                  | Israel        | Trade Fairs & Convention Center        |
| Europa                            |                           |               |                                        |
| 22 agost                          | Staffordshire             | Regne Unit    | Weston Park                            |
| 23 agost                          | Chelmsford                | Regne Unit    | Hylands Park                           |
| Amèrica del Nord                  |                           |               |                                        |
| 28 setembre                       | Richmond                  | Estats Units  | Landmark Theatre                       |
| 29 setembre                       | Washington D.C            | Estats Units  | DAR Constitution Hall                  |

Notes
- A^ Concert forma part de la festa White Party.[8]

- B^ Concert forma part del concert "Kiss 95.7 Summer Kick Off Concert".

### Caixa de dades de l'oficina
| Lloc                    | Ciutat        | Tiquets venuts / disponibles | Ingressos bruts |
| ----------------------- | ------------- | ---------------------------- | --------------- |
| Wiltern Theatre         | Los Angeles   | 2.700 / 2.700 (100%)         | $52.904         |
| Metropolis              | Montreal      | 2.255 / 2.255 (100%)         | $50.387         |
| Royal Oak Music Theater | Royal Oak     | 1.700 / 1.700 (100%)         | $34.000         |
| Gothic Theater          | Englewood     | 1.088 / 1.088 (100%)         | $20.000         |
| House of Blues          | San Diego     | 1.000 / 1.000 (100%)         | $18.500         |
| The Ritz Ybor           | Tampa         | 1.545 / 1.560 (99%)          | $31,065         |
| DAR Constitution Hall   | Washington DC | 3.500 / 3.500 (100%)         | $141.004        |
|                         | TOTAL         | 13.788 / 13.803 (99,8%)      | $347.862        |